# مايلز وايت
مايلز وايت (بالإنجليزية: Miles White)‏ هو مصمم أزياء تقليدية أمريكي، ولد في 27 يوليو 1914 في أوكلاند في الولايات المتحدة، وتوفي في 17 فبراير 2000 في نيويورك في الولايات المتحدة.

## وصلات خارجية
- مايلز وايت على موقع IMDb (الإنجليزية)
- مايلز وايت على موقع قاعدة بيانات برودواي على الإنترنت (الإنجليزية)
- مايلز وايت على موقع قاعدة بيانات الفيلم (الإنجليزية)